# 阳明路 (南昌)
阳明路是南昌市的一条主干道，它是八一大桥东岸的对接道路，2009年的改造使得阳明路的整体有了很大的提升。该道路使用新型LED路灯。

## 地理位置
阳明路位于江西省南昌市东湖区，西接八一大桥，东至洪都北大道与青山湖隧道交界处。

## 历史沿革
老阳明路是西起八一大桥，东至八一大道和青山路的交汇处，后南昌市政府于2005年开始阳明路的东延工程，东延到洪都北大道的一段被称为阳明东路，此路段于2006年初通车。
2009年3月南昌市政府决定对本道路进行改造，随后确定阳明路的改造工程将随着八一大桥的维修工程一同启动，而原定于6月11日的封闭维修改造时间却延迟，而改造期间将保留三个南北通道，2009年6月20日改造开始同时南昌无轨电车的时代也终结，因为2路必须途径阳明路，为了保证改道运营电车全部下线。最终于2009年11月17日通车。

## 名称由来
为纪念明代的哲学家和教育学家王守仁而命名.

## 交汇道路
北:豫章路、青山南路、洪都北大道
南:胜利路、象山北路、八一大道、文教路